# Mirush Kabashi
Mirush Kabashi (ur. 17 kwietnia 1948 w Szkodrze, zm. 5 grudnia 2023 w Tiranie) – albański aktor i satyryk.

## Życiorys
Urodził się w Szkodrze, ale dzieciństwo spędził w Durrësie, gdzie jego ojciec został aresztowany i przez dwa lata przebywał w więzieniu. W 1970 ukończył studia na Wydziale Aktorskim Instytutu Sztuk w Tiranie. Po studiach rozpoczął pracę w teatrze im. Aleksandra Moisiu w Durrësie, z którym związał się do 1994 i zagrał w nim ponad sto ról (w 1991-1993 pełnił funkcję dyrektora tego teatru). W 1985 został zatrudniony jako wykładowca Uniwersytetu Sztuk w Tiranie. W 1994 przeszedł do Wydziału Programów Artystycznych telewizji albańskiej, gdzie przez wiele lat występował w programach artystycznych i satyrycznych. Swoją karierę filmową rozpoczął w 1975, występując w filmie Zani partizani (reż. Pal Kuke). Wystąpił w 18 filmach fabularnych. Po 1994 ograniczył się do występów w programach i filmach telewizyjnych.
W 1997 wystąpił w dramacie „Prawdziwa obrona Sokratesa” Kostasa Varnalisa (pierwsza monodrama w dziejach teatru albańskiego, zdobywając „Złotego Sfinksa” na międzynarodowym festiwalu teatralnym w Kairze. W 1983 został uhonorowany tytułem Artist i Merituar (Zasłużonego Artysty), a w 2016 Orderem Nderi i Kombit (Honor Narodu). W 2024 został uhonorowany pośmiertnie tytułem Honorowego Obywatela Durrës.
Był żonaty (żona Lola), miał córkę.

## Role filmowe
- 1975: Zani partizani jako brat Zaniego
- 1978: Koncert në vitin 1936 jako komendant Shazillari
- 1978: Nga mesi i erresires jako Arif
- 1979: Emblema e dikurshme jako człowiek z butelką
- 1979: Ne vinim nga lufta jako malarz
- 1979: Radiostacioni jako technik radiowy
- 1980: Gezhoja e vjeter jako Bakja
- 1980: Dora e ngrohte jako Brahush
- 1980: I sëmuri për mend jako lekarz
- 1980: Karnavalet jako Nikollaqi
- 1980: Nje ndodhi ne port jako kaleka
- 1980: Nje shoqe nga fshati jako kierowca
- 1983: Koha e larget jako Asketi Lithan
- 1984: Nxenesit e klases sime jako Nardi
- 1987: Binaret jako Dyrri
- 1987: Telefoni i nje mengjesi jako Kujtim
- 1987: Zevendesi i grave jako Maku
- 1989: Edhe kështu edhe ashtu jako Apostol Sako
- 1998: Nata
- 2009: Ne dhe Lenini jako Zino
- 2009: Kronike provinciale
- 2014: Cottage in America (serial) jako Zamir